# Гетеролит
Гетеролит ({\displaystyle {\ce {ZnMn2O4}}}) — минерал класса окислов, семейства шпинелей, назван от греческого ὲτερος (этерос) — спутник. Синонимы — гетаэролит, гетайрит, гетерит, цинк-гаусманит.

## Свойства минерала

### Структура и морфология кристаллов
Тетрагональная сингония. Пространственная группа — {\displaystyle I4/amd}. Параметры ячейки: a0 = 0,572 нм; c0 = 0,924 нм; a0 : c0
Изоструктурен с гаусманитом. Точечная группа — {\displaystyle 4/mmm(L_{4}4L_{2}5PC)}. Кристаллы псевдооктаэдрические. Наблюдались пятерники с двойниковой плоскостью.
Известны ориентированные срастания гетеролита с франклинитом.

### Физические свойства и физико-химические константы
Излом неровный. Хрупок. Твердость 6. Микротвердость 757—985 кГ/мм2 при нагрузке 50 г. Удельный вес 4,85—5,18. Цвет черный. Черта темно-коричневая. Блеск полуметаллический. Прозрачен в очень тонких сколах. При электродиализе не изменяется.
Теплота образования (—) 315,27 ккал/моль; изобарные потенциалы образования при 300°К (—) 289,56 ккал/моль, при 500 К°(—) 272,41 ккал/моль, при 900°К (—) 238,56 ккал/моль.

### Микроскопическая характеристика
В проходящем свете — темно-красновато-коричневый; плеохроизм слабый. Двуотражение заметное. Отчетливо анизотропен; в иммерсии анизотропия плохо заметна из-за красновато-бурых внутренних рефлексов.

### Химические свойства
Теоретический состав: ZnO — 34,02%; Mn2O3 — 65,98%. В небольших количествах Mn2+ замещает Zn.
В полированных шлифах травится концентрированной HNO3, концентрированной HCl, SnCl2; от H2O2 вскипает; быстро действует смесь H2SO4 + H2O2. Дает налет ZnO на угле при восстановлении содой. Перед паяльной трубкой не плавится.

## Нахождение
Редкий гидротермальный минерал. Встречаются в виде почковидных корочек с радиальностолбчатым строением, сплошных выделений , мелких кристаллов. В Стерлинг-Хилле (Нью-Джерси, США) встречен с франклинитом в виде друз с халькофанитом в сплошных выделениях. Во Франклине (Нью-Джерси, США) обнаружен в ассоциации с джефферсонитом, годжкинсонитомм, виллемитом и кальцитом в жилах, секущих массивную марганцовую руду.

## Искусственное получение
Получен при сплавлении сульфатов Mn, Zn и Na.

## Отличия
От сходного гаусманита отличается меньшей отражательной способностью и более обильными внутренними рефлексами.